# Hakupu
Hakupu est un village de Niue situé dans l’océan Pacifique sud. Selon le dernier recensement (2017), il a une population de 220 habitants. Il est un des villages les plus peuplés de cette île du pacifique.